# Decumano

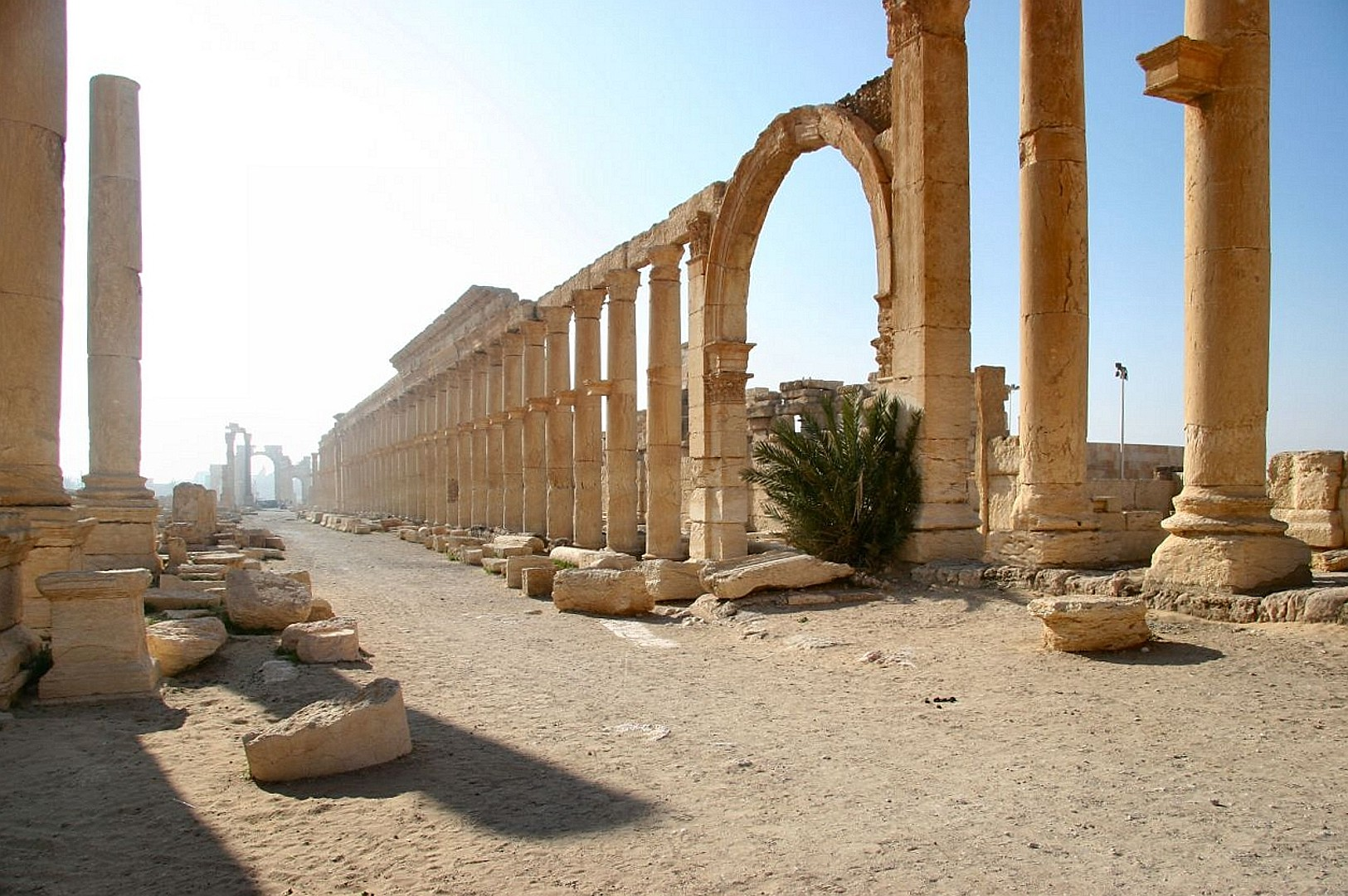
Decumanus maximus de la antigua urbe romana de Palmira, Siria. Obsérvese la dirección este - oeste por la sombra de la luz solar (hacia el noreste, lo que indica la posición del sol en horas de la tarde, hacia el suroeste).

Decumano (decumānus) es un término empleado en la planificación urbanística en el Imperio romano. Indica una calle con orientación este-oeste tanto en una ciudad romana como en un campamento militar o en las colonias. El decumano principal era el Decumanus maximus, que se cruzaba  con el Cardo Maximus, la otra calle principal.
La palabra tiene su origen en la línea que trazaban los augures de este a oeste cuando realizaban los auspicios durante la fundación de una ciudad.

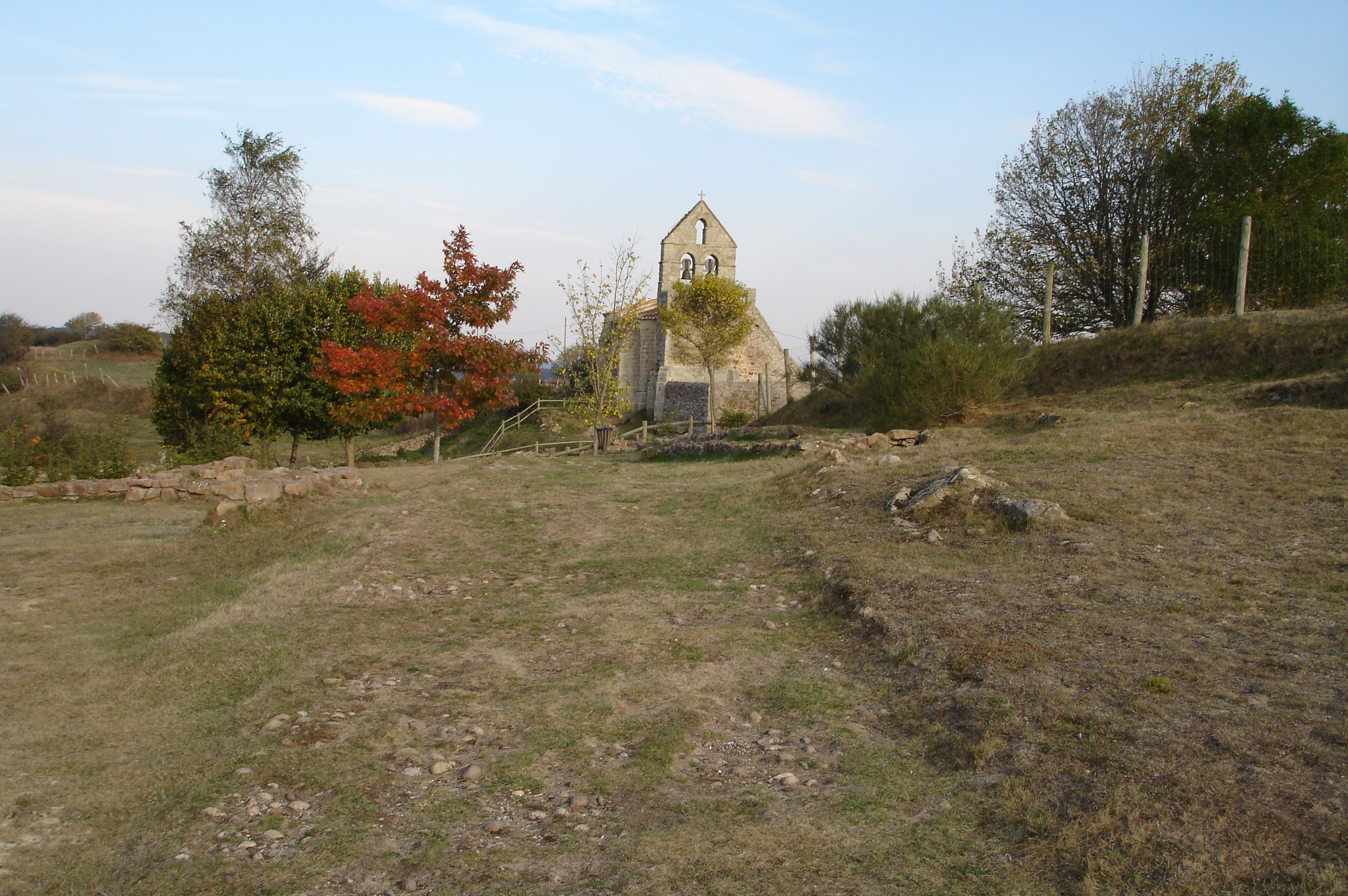
Decumanus maximus de Julióbriga, la ciudad más importante de la Cantabria romana.

En los campamentos, el decumano solía conectar dos puertas: la Praetoria (la más cercana al enemigo) y la Decumana, en el extremo opuesto. En esta vía se ubicaban los mercaderes, siendo el centro comercial de la ciudad.
Aunque originalmente el foro se situaba en un extremo del Cardo o del Decumano junto a los muros que rodeaban la ciudad o fuera de estos (de donde viene la denominación de foro, es decir, «fuera» del casco urbano), con el tiempo se ubicó en la intersección del Cardo Maximus con el Decumanus Maximus, donde se vino a construir esta plaza que, a partir de la Edad Media, se convirtió en el área del mercado, denominación que todavía se mantiene (puede usarse el término plaza con el significado de mercado). 
Las características de las ciudades romanas fueron recogidas en la conquista de América por parte de España, gracias a las Ordenanzas de Felipe II, por lo que casi la totalidad de las 40 000 ciudades fundadas por los españoles en América tienen un plano similar, en damero, con la plaza central en la intersección de las dos calles principales. Esta estructura fue iniciada en el Hemisferio Occidental a través de la conexión euro-afroatlántica de la Antigua capital archipielágica canaria de San Cristóbal de la Laguna, en su faceta espiritual eclesiástica, y de Cabildo cívico-militar, como la primera ciudad renacentista española no fortificada; su plano fue el que dio un modelo para las ciudades virreinales de las Américas. De cuyo mérito deviene su actual estatus de Ciudad Patrimonio de la Humanidad, por la UNESCO.